# Laetitia Moma Bassoko
Laetitia Crescence Moma Bassoko, née le 9 octobre 1993 à Yaoundé, est une joueuse camerounaise internationale de volley-ball.

## Carrière
Elle évolue au club allemand du Schweriner SC de 2012 à 2014.
Elle a joué pour le Volley-Ball Club Chamalières en 2014 et pour le VC Marcq-en-Baroeul Lille Métropole jusqu'à l'été 2019. Son club actuel est l'ASPTT Mulhouse.
Avec l'équipe nationale camerounaise, elle a participé au Championnat du monde 2014, en Italie, ainsi qu'aux Jeux olympiques 2016, à Rio de Janeiro (Brésil).
Elle participe ensuite avec son équipe au Championnat du monde 2018,.  Elle est médaillée d'or au Championnat d'Afrique féminin de volley-ball 2019 et au Championnat d'Afrique féminin de volley-ball 2021.

## Clubs
- 2012-2014 :  Schweriner SC
- 2014-2015 :  VBC Chamalières
- 2015-2017 :  Stella ES Calais
- 2017-2019 :  VC Marcq-en-Barœul
- depuis 2019 :  ASPTT Mulhouse

## Palmarès

### Sélection nationale
- Championnat d'Afrique
  -  : 2017, 2019 , 2021 .
  -  : 2013.
  -  : 2015.

### Clubs
- Championnat d'Allemagne (1)
  - Vainqueur : 2013.
- Coupe d'Allemagne (1)
  - Vainqueur : 2013.
- Championnat de France - Division 2
  - Vainqueur : 2018.
  - Deuxième : 2015.
  - Troisième : 2017.
- Coupe de France amateur
  - Finaliste : 2018.
- champion de France et vainqueur  de la coupe de France  en 2021.

### Distinctions individuelles
| - 2013 : Championnat d'Afrique — Meilleure serveuse - 2015 : Championnat d'Afrique — Meilleure réceptionneuse - 2017 : Championnat d'Afrique — MVP - 2019 : Championnat de France (Division A) — Meilleure scoreuse - 2019 : Championnat d'Afrique — MVP | - 2019 : Championnat de France (Division A) — Meilleure attaquante - 2020 : Championnat de France (Division A) — Meilleure serveuse - 2020 : Championnat de France (Division A) — Meilleure attaquante - 2021 : Championnat d'Afrique — Meilleure serveuse |